# Бервёновский сельсовет
Бервёновский сельсовет (белор. Бярвёнаўскі сельсавет) — упразднённая административная единица на территории Буда-Кошелёвского района Гомельской области Республики Беларусь.

## История
В состав Бервеновского сельсовета входили, в настоящее время не существующие: до 1963 года посёлок Чижовка, до 1968 года посёлок Фащевка, до 1969 года посёлок Большой Рог.
В 2002 года Бервеновский сельсовет упразднён. Населённые пункты Бервёновка, Броськов, Васильполье, Забродье, Ховхло включены в состав Чеботовичского сельсовета.

## Состав
Бервеновский сельсовет включал 5 населённых пунктов:
- Бервёновка — деревня.
- Броськов — посёлок.
- Васильполье — деревня.
- Забродье — посёлок.
- Ховхло — деревня.